# Fast & Furious
Fast and Furious är den fjärde filmen i The Fast and the Furious-serien. Filmen hade världspremiär 3 april 2009. Vin Diesel och Paul Walker har huvudrollerna.

## Rollista
| Vin Diesel         | – Dominic Toretto       |
| Paul Walker        | – Brian O'Connor        |
| Michelle Rodriguez | – Leticia "Letty" Ortiz |
| Jordana Brewster   | – Mia Toretto           |
| John Ortiz         | – Antonio Braga         |
| Laz Alonso         | – Fenix Rise            |
| Gal Gadot          | – Gisele Yashar         |
| T-Pain             | – Johnny Rico           |
| Tego Calderón      | – Sunny Pinto           |
| Sung Kang          | – Han                   |
| Tyrese Gibson      | – Roman Pearce          |